# Louis de Champsavin
Louis Marie Joseph Le Beschu de Champsavin, né le 24 novembre 1867 à Assérac (Loire-Atlantique) et mort le 20 décembre 1916 à Nantes, est un officier et cavalier français.

## Biographie
Louis de Champsavin est le fils d'un officier aux zouaves pontificaux. Il est l'arrière petit-fils du député Louis Joseph Le Beschu de Champsavin et le petit-fils d'Ernest Poictevin de La Rochette.
Il se marie avec Amelie le Quen d'Entremeuse, fille de Paul Gustave Le Quen d'Entremeuse, maire de Guérande et conseiller général de la Loire-Inférieure, et de Blanche Fournier de Pellan.
Entré à l'École spéciale militaire de Saint-Cyr en 1888, puis à l'École d'application de cavalerie, Louis de Champsavin en sort sous-lieutenant au 24e régiment de dragons en 1891, avant d'être promu lieutenant en 1892, servant dans la cavalerie.
Cavalier de haut niveau, instructeur d'équitation à Saint-Cyr de 1899 à 1903, il participe à des épreuves d'équitation aux Jeux olympiques d'été de 1900 à Paris. Il y remporte la médaille de bronze en saut d'obstacles.
Capitaine en 1903, Louis de Champsavin est promu chef d'escadrons en 1913 et est élevé au rang de chevalier de la Légion d'honneur en janvier 1915.
Combattant de la Première Guerre mondiale, il meurt « des suites de fatigues du service et d'intoxication par gaz asphyxiants pendant son séjour au Fort de Tavannes de février à novembre 1916 » (lors de la Bataille de Verdun), dans un hôpital militaire de Nantes.

## Distinctions
- Chevalier de l'ordre du Mérite agricole
- Chevalier de la Légion d'honneur

## Palmarès

### Jeux olympiques
- Jeux olympiques de 1900 à Paris :
  -  Médaille de bronze en saut d'obstacles.